# Philip Cracco
Philiep Maria (Philip) Cracco (Roeselare, 3 mei 1962 – Knokke, 6 januari 2020) was een Belgisch ondernemer en publiek figuur. 

## Ondernemer
In de zomer van 1995 richtte hij samen met Conny Vandendriessche Accent Interim op, een dochteronderneming van Human Resources bedrijf The House of HR waar hij ceo was. Andere merken van het HR-bedrijf waren Covebo, Abylsen, Logi-technic en Peak6. Het bedrijf groeide snel en anno 2006 kocht hij samen met Vandendriessche Eurofina (van de familie Desimpel, Jos Dumoulin en Jozef Missine) uit om vervolgens de aandelen (33%) te verkopen aan de Gimv. In 2012 telde Accent Interim 227 kantoren in België en Nederland met meer ruim 700 werknemers. Cracco controleerde op dat moment (2015) ongeveer 1/3de van de aandelen. Twee jaar geleden verkocht de West-Vlaamse zakenman het interimkantoor voor zo’n 80 miljoen euro.
In 2015 kocht hij het bedrijf Montebi - moederbedrijf van onder andere horlogemerk Rodania - over van het investeringsfonds Capital Partners via zijn familieholding Achares. Een van zijn eerste realisaties was de creatie van een K3-uurwerk van het merk Rodania. Hij slaagde er evenwel niet in om het merk Rodania opnieuw populair te maken.
Zijn vermogen werd in 2019 geschat op ongeveer 100 miljoen euro, wat hem een plaats net buiten de top 200 van rijkste Belgen opleverde.

## Privéleven
Cracco was een fervent rallypiloot. In 2016 was hij te zien in het televisieprogramma The Sky is the Limit op VIER. 
Philip Cracco werd samen met zijn stiefbroer opgevoed door zijn moeder en stiefvader in Roeselare. In 1977 verhuisden ze samen naar Rumbeke waar ze het grootste deel van hun leven gewoond hebben.
Hij had een relatie met voormalig politica en model Aisha Van Zele. Hij had twee kinderen van zijn vorige relatie. 
Cracco overleed op 6 januari 2020 aan de gevolgen van prostaatkanker.